# Yves Blein
Pour les articles homonymes, voir Blein.
 (septembre 2015).
Si vous disposez d'ouvrages ou d'articles de référence ou si vous connaissez des sites web de qualité traitant du thème abordé ici, merci de compléter l'article en donnant les références utiles à sa vérifiabilité et en les liant à la section « Notes et références ».
Yves Blein, né le 12 octobre 1954 à Lyon (Rhône), est un homme politique français.
Il est membre du Parti socialiste de 1975 à 2017. Il est maire de Feyzin de 2000 à 2017 et vice-président du Grand Lyon de 2005 à 2012. Il est député de la 14e circonscription du Rhône de 2012 à 2022. Depuis 2017, il est membre de La République en marche.

## Biographie
Né le 12 octobre 1954 à Lyon, il adhère en 1975 au Parti socialiste. Il est élu conseiller municipal de Lyon pour le mandat 1989-1995 et s'installe en 1996 à Feyzin. Il commence sa vie professionnelle en 1979 comme salarié de la Fédération Léo-Lagrange dont il deviendra délégué régional en 1988. Il en est le secrétaire général de 2002 à 2012 et en est le président depuis 2017.
Il est élu maire de Feyzin en mars 2001 et réélu à ce poste au premier tour en mars 2008 avec 60 % des voix. Il est à nouveau élu maire de Feyzin au premier tour en 2014. Depuis janvier 2004 il est vice-président de l’association des Écos-Maires[Quoi ?] et siège au Conseil national de l'air. En janvier 2005, il devient vice-président de la Communauté urbaine de Lyon chargé de l’Habitat et du Logement social, puis chargé du patrimoine, logistique et bâtiments. En décembre 2012, il démissionne de son mandat de conseiller communautaire afin de mettre en pratique ses engagements contre le cumul des mandats.
Il est élu député lors des législatives de 2012 dans la quatorzième circonscription du Rhône.
Il est chargé par le PS d'organiser dans le Rhône des primaires de la Belle Alliance populaire en 2017.
Pour l'élection présidentielle de 2017, il exprime sa défiance vis-à-vis de la candidature de Benoît Hamon,. Il soutient par la suite le candidat En marche ! Emmanuel Macron.
Le 18 juin 2017, il est réélu député de la 14e circonscription du Rhône au second tour contre un candidat du Front National avec 65,6 % des suffrages exprimés et 18,47 % des inscrits et démissionne de son mandat de maire de Feyzin le 30 juin.
En 2020, il est candidat à la mairie de Vénissieux. Il fusionne pendant l'entre-deux tours sa liste avec celle d'un candidat « pro-Erdogan », Yalcin Ayvali, appartenant au Parti égalité et justice,.
Yves Blein est nommé président du conseil d'administration de l'UCPA en octobre 2020.
Il est investi par LREM pour les élections législatives de 2022 en dépit des accusations de harcèlement sexuel le visant.

### Affaires judiciaires
Poursuivi pour favoritisme et détournement de fonds publics pour des faits qui se seraient produits entre 1995 et 2001, alors qu'il était maire de Feyzin, il est relaxé en 2011 par le tribunal correctionnel de Lyon, aucune charge n'étant retenue à son encontre,.
En novembre 2021, le parquet de Lyon ouvre une enquête préliminaire visant Yves Blein pour « harcèlement sexuel dans le cadre d’une relation de travail »,.

### Autres affaires
Le 31 janvier 2025, il est accusé de louer des bungalows, pour certains insalubres, à une association hébergeant des demandeurs d'asile.